# Nesna
Nesna este o comună din provincia Nordland, Norvegia.